# رودولف المیرا
رودولف المیرا (انگلیسی: Rodolphe Elmira؛ زادهٔ ۱۲ اکتبر ۱۹۶۲) بازیکن فوتبال اهل فرانسه است.
از باشگاه‌هایی که در آن بازی کرده‌است می‌توان به باشگاه فوتبال لو مان اشاره کرد.